# Flabellina engeli
Flabellina engeli is een slakkensoort uit de familie van de Flabellinidae. De wetenschappelijke naam van de soort is voor het eerst geldig gepubliceerd in 1968 door Ev. Marcus & Er. Marcus.